# نافذة راديوية
النافذة الراديوية هي فجوة في غلاف الأرض الجوي العاكس تسمح بمرور مجموعة ترددات إشعاع كهرومغناطيسي في نطاق يتراوح بين 000 10 و 000 40 ميغاهرتز.وتتراوح أطوال الموجات في النافذة الراديوية من حوالي سنتيمتر إلى حوالي 11 مترا.

نفاذية الغلاف الجوي للأشعة الكهرومغناطيسية بحسب طول الموجة.